# Русская Халань
Русская Халань — село в Чернянском районе Белгородской области России, является центром Русскохаланского сельского поселения.

## Климат
Климат умеренно континентальный с ярко выраженными сезонами. Зима холодная с частыми оттепелями, лето солнечное и продолжительное, со значительным количеством осадков.

## История
В 1615 году дьяк из Разрядного приказа, осматривая местность, обнаружил, что в устье реки Халань, где она впадает в реку Оскол, расположилось поселение «Холань» в три двора. Его заселяли в основном служилые люди. В основном по дозорным книгам 1615 года основателями села являются шесть родов (семей) — Сбитневы (Збитневы), Скуратовы, Сизых (Сизой, Сизов), Домановы, Натальины, Головины. В 1627 году в селе построили первую церковь в честь святых Кирилла и Мефодия, которая в 1634 году сгорела вместе с селом от набега татар. Село вновь отстроилось, была также отстроена новая церковь, которая была освящена в честь святого Афанасия. В дальнейшем владелицей села Русская Халань была княгиня О. Ф. Трубецкая.
В 1875 году в село на службу в церковь прибыл дьякон Федоровский. Совместно с жителями села, он построил при церкви школу. Осенью 1878 года произошел большой пожар, в результате которого сгорела вся центральная часть села, в том числе школа и церковь. В 1883 году построили Афанасиевскую церковь и приходскую школу. Через десять лет начато строительство земской школы.
До 1917 года в селе было 4 маслобойки, 5 ветряных мельниц, 2 водяные мельницы. В 1917 году в селе была установлена советская власть.
1 декабря 1919 года Первая Конная армия освободила село и город Новый Оскол от белогвардейских войск.
В 1930-е гг., во время коллективизации в селе было организовано 4 колхоза: «Победа Октября», «Свободный пахарь», «Красный пролетарий», «Мировой Октябрь». Более 50 семей жителей села были раскулачены.
2 июля 1942 года в село вошли немецкие войска. В школе находились советские раненые солдаты, которых потом расстреляли. Были угнаны в Германию на принудительные работы 45 жителей. 29 января 1943 года войска Красной Армии освободили село от немецко-фашистских войск.
Послевоенный период характеризовался восстановлением разрушенного хозяйства. В 1950−1960-е годы были построены библиотека, клуб, фельдшерско-акушерский пункт, школа, магазины.
В 1968 году произошло объединение колхозов «Большевик» и « Мировой Октябрь». 1 сентября 1969 года было открытие новой восьмилетней школы. В 1972 году сельский клуб преобразован в сельский Дом культуры.
В 1992 году село было газифицировано.
В 1995 году в селе были: фермерское хозяйство, медицинский пункт, Дом культуры, неполная средняя школа, детский сад. В 1996 году на базе средней школы был открыт Русскохаланский филиал Чернянской музыкальной школы искусств. В 2001 году филиал музыкальной школы получил статус самостоятельной школы искусств.

## Население
На 17 января 1979 года в Русской Халани насчитывалось 1058 жителей, на 12 января 1989 года - 1038 (439 муж., 599 жен.), на 1 января 1994 года - 1095 жителей.
| 1877 | 1897  | 2002 | 2010  |
| ---- | ----- | ---- | ----- |
| 1579 | ↗2297 | ↘31  | ↗1033 |

## Известные уроженцы.
- Тимонов, Фёдор Трофимович (1924—1999) — участник Великой Отечественной войны, Герой Советского Союза.
- Фёдоровский, Алексей Александрович (1897—1981) — советский врач, хирург. Заслуженный деятель науки УССР.

## Достопримечательности
- На территории села находится памятник истории - братская могила, где похоронены 18 советских воинов, погибших в годы Великой Отечественной войны.

- В 1988 году при помощи колхоза «Большевик» в селе был построен мемориал-памятник односельчанам и военнослужащим освобождавшим село и погибшим в годы войны за освобождение села.